# Насичена пара

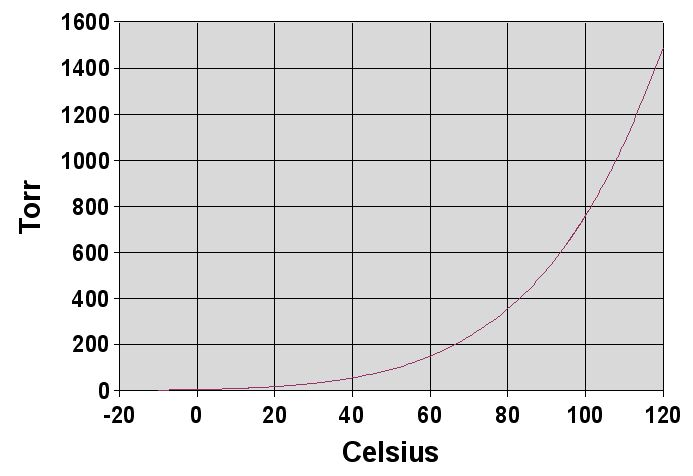
Залежність тиску насиченої пари води від температури.

Залежність тиску насиченої пари від температури для деяких рідин.

Наси́чена па́ра — пара, що перебуває в термодинамічній рівновазі з рідиною або твердим тілом. Тиск, температура і хімічний потенціал у насиченої пари однаковий із тими фазами, з якими вона співіснує.
Доки рівновага не встановилася пара може бути ненасиченою. Існує також метастабільний стан перенасиченої пари — газу з густиною, більшою, ніж густина насиченої пари.
З підвищенням температури тиск насиченої пари збільшується, оскільки більше атомів чи молекул переходять із конденсованого стану в газ.

## Тиск насиченої пари
Тиск насиченої пари — тиск пари, яка перебуває в рівновазі з рідиною або твердим тілом при даній температурі. Тиск насиченої пари будь-якої хімічної сполуки залежить тільки від температури (див. мал.); при даній температурі тиск насиченої пари і її температурний коефіцієнт — характерні і дуже важливі властивості речовин, які необхідні для багатьох практичних розрахунків. Раніше тиск насиченої пари називали пружністю насиченої пари.
При рівності зовнішнього тиску з тиском насиченої пари спостерігається кипіння (рідини).
Різні речовини при даній температурі мають різний тиск насиченої пари.
Тиск насиченої пари (у міліметрах ртутного стовпа), для температури 20 °C деяких рідин наведено у таблиці.
| Речовина                        | Тиск насиченої пари |
| ------------------------------- | ------------------- |
| Ртуть                           | 0,0013              |
| Вода                            | 17,36               |
| Хлороформ                       | 160,5               |
| Сірчистий вуглець               | 198,5               |
| Ефір                            | 442,4               |
| Сульфітна кислота (H2SO3) рідка | 2162 (3,24 атм)     |
| Хлор рідкий                     | 5798 (7,63 атм)     |
| Аміак рідкий                    | 6384 (8,4 атм)      |
| Вуглекислота рідка              | 44688 (58,8 атм)    |